# Melaloncha rhypopoda
Melaloncha rhypopoda är en tvåvingeart som beskrevs av Brown 2004. Melaloncha rhypopoda ingår i släktet Melaloncha och familjen puckelflugor.
Artens utbredningsområde är Bolivia. Inga underarter finns listade i Catalogue of Life.